# Mount Warren
Mount Warren je hora v centrální části pohoří Sierra Nevada, v Mono County, na východě Kalifornie. Mount Warren leží na východě Sierry, vystupuje západně nad jezerem Mono Lake, nad údolím Mono Valley. Z jihu vystupuje nad průsmykem Tioga Pass, kterým prochází kalifornská státní silnice č. 120. Tato silnice vede ve směru východ - západ, napříč Sierrou Nevadou a prochází přes Yosemitský národní park. Vrchol hory leží okolo 7 kilometrů východně od severovýchodní hranice národního parku.
Mount Warren má nadmořskou výšku 3 757 metrů a prominenci 611 metrů a náleží tak mezi třicet nejvyšších hor Kalifornie s prominencí vyšší než 500 metrů.
10 kilometrů jižně od hory leží druhý nejvyšší vrchol Yosemitského národního parku Mount Dana (3 979 m). Hora je pojmenovaná podle Kembla Warrena, topografa, inženýra a generála v Americké občanské válce.